# Mölndals och Partille kontrakt
Mölndals och Partille kontrakt är ett kontrakt i Göteborgs stift inom Svenska kyrkan. Kontraktet församlingar omfattar Mölndal, Partille och Lerums kommuner, Västra Götalands län. 
Kontraktskod är 0818.

## Administrativ historik
Kontraktet bildades 1 januari 2020 av pastoraten och församlingarna i Mölndals kontrakt och Partille och Lerums kontrakt. Kontraktskoden övertogs från Mölndals kontrakt. 